# Ogilbyina
Ogilbyina is een geslacht van straalvinnige vissen uit de familie van dwergzeebaarzen (Pseudochromidae).

## Soorten
- Ogilbyina novaehollandiae (Steindachner, 1879)
- Ogilbyina queenslandiae (Saville-Kent, 1893)
- Ogilbyina salvati (Plessis & Fourmanoir, 1966)